# 安格斯 (音乐人)
安格斯（英語：Angus Mak，1958年—），本名麥偉珍，是香港著名男音乐人、编曲，曾经发掘过陳慧嫻、黎芷珊、黎瑞恩等著名歌手，1990年代曾经因为胞弟欠款而被高利贷威胁编曲而被当时亚洲电视今日睇真D节目组报导。他曾與李振權、趙偉健和趙潤勤三人合作開設法安利製作公司，制作包括《少女雜誌》和《故事的感覺》多張粵語專輯。陈慧娴的出道作《逝去的諾言》亦是由安格斯填词作曲編曲。而黎瑞恩的出道作《发誓》便是由安格斯填词作曲及監制。
1985年，安格斯曾與李振權、林志楊和 Melchior Sarreal 合組皇妃樂隊，並推出樂隊唯一大碟《Lady Diana》。該大碟以大膽露骨著稱，內容涉及色情和同性戀等1980年代在香港被視為犯禁的題材，因此並無電台或電視台願意播放該大碟所收錄的歌曲。
- 安格斯在網上常被誤稱為陳慧嫻在法安利製作時期的經理人，但實際上安格斯僅負責陳慧嫻的填词,作曲,編曲工作，而並非陳慧嫻的經理人，陳慧嫻在法安利製作公司時期的經理人實為趙潤勤，1986年法安利製作公司因為試圖再次推動樂隊熱而失敗，從唱片公司改組成為經理人公司，安格斯選擇離開法安利。
- 1980年代有傳商業電台DJ陳輝虹與安格斯因同時追求商業電台DJ林其欣，一日兩人在商台大堂狹路相逢，在電台門口大打出手打碎玻璃大門。[5]

## 参看
- 陈慧娴
- 黎瑞恩